# Вонда Мак-Інтайр
Вонда Ніл Мак-Інтайр (англ. Vonda Neel McIntyre; 28 вересня 1948, Луїсвілл — 1 квітня 2019, Сіетл) — американська письменниця в жанрі феміністичної наукової фантастики, авторка науково-фантастичних творів, зокрема творів у всесвіті «Зоряних воєн» і «Зоряного шляху». Лавреатка премій Г'юго і Неб'юла.

## Біографія
Вонда Мак-Інтайр народилася у Луїсвіллі, штат Кентуккі, в сім'ї Г. Ніла і Вонди Б. Кейт Мак-Інтайрів (англ. H. Neel and Vonda B. Keith McIntyre). Провела дитинство на східному узбережжі США і в Гаазі. На початку 1960-тих сім'я поселилась у Сіетлі. Вонда здобула бакалаврський ступінь з біології в Університеті Вашингтону в 1970 році. Згодом захистила там же магістратуру з генетики.
Упродовж навчання Мак-Інтайр відвідувала Кларіонівську школу письменників-фантастів (англ. Clarion Writers Workshop). У 1971 році разом з Робіном Скотом Вілсоном (засновником школи) заснувала філію школи — Західну Кларіонівську школу письменників-фантастів (англ. Clarion West Writers Workshop) у Сіетлі. Брала активну участь в роботі школи до 1973 року.
Мак-Інтайр виграла першу премію Неб'юла в 1973 році, за коротку повість «Of Mist, and Grass, and Sand», яка згодом стала частиною роману «Dreamsnake» (1978), що виграв як премію Неб'юла, так і премію Г'юго, хоча перше видавництво відмовилось його видавати. МакІнтайр була третьою жінкою, яка отримала премію Г'юго.
Дебютний роман Мак-Інтайр «The Exile Waiting», був опублікований в 1975 році, а в 1976 році вона з Сюзан Дженіс Андерсон (англ. Susan Janice Anderson) редагувала антологію феміністичної наукової фантастики «Aurora: Beyond Equality».
Вонда Мак-Інтайр написала декілька романів за світами «Зоряних воєн» і «Зоряного шляху». Вона вигадала ім'я персонажа «Зоряного шляху» Хікару Сулу.
Мак-Інтайр проживала в Сіетлі, займалася в'язанням. Померла 1 квітня 2019 року від раку підшлункової залози.

## Нагороди
- Коротка повість «Of Mist, Grass, and Sand» виграла премію Неб'юла за найкращу коротку повість у 1974 році, і номінувалась на премію Г'юго 1974 року і премію журналу Locus.
- Оповідання «Wings» номінувалось на премії Г'юго, Неб'юла і Локус у 1974 році.
- Оповідання «The Mountains of Sunset, the Mountains of Dawn» номінувалось на премію Локус у 1975 році.
- Роман «The Exile Waiting» номінувався на премію Неб'юла і Локус в 1976 році.
- Оповідання «Aztecs» номінувалось на премії Г'юго, Неб'юла і Локус в 1978 році.
- Роман «Dreamsnake» виграв премію Г'юго і премію Неб'юла в 1979 році.
- Оповідання «Fireflood» номінувалось на премії Г'юго і Локус у 1980 році.
- Роман «Superluminal» номінувався на премію Локус у 1984 році.
- Повість «Transit» номінувалась на премію Неб'юла в 1984 році.
- Роман «The Moon and the Sun» виграв премію Неб'юла в 1998 році, номінувався на премію журналу Locus в 1998 році й на Меморіальну премію Джеймса Тіптрі-молодшого в 1997 році.
- Оповідання «Little Faces» номінувалось на премію Джеймса Тіптрі-молодшого в 2005 році, на премію Теодора Стерджона в 2006 році, і на премію Неб'юла в 2007 році.

### Романи
- 1975 — The Exile Waiting
- 1978 — Dreamsnake
- 1981 — The Entropy Effect (Оригінальний роман в всесвіті Зоряного Шляху)
- 1982 — The Wrath of Khan (Новелізація однойменного фільму)
- 1983 — Superluminal
- 1984 — Star Trek III: The Search for Spock (Новелізація однойменного фільму)
- 1985 — The Bride (Новелізація фільму)
- 1986 — Star Trek IV: The Voyage Home (Новелізація однойменного фільму)
- 1986 — Enterprise: The First Adventure (Оригінальний роман в всесвіті Зоряного Шляху)
- 1986 — Barbary
- Цикл романів Starfarers
  - 1989 — Starfarers
  - 1991 — Transition
  - 1992 — Metaphase
  - 1994 — Nautilus
- 1994 — The Crystal Star (Оригінальний роман у всесвіті Зоряних Воєн)
- 1997 — The Moon and the Sun

### Антології
- 1976 — Aurora: Beyond Equality (разом з Сюзан Дженіс Андерсон (англ. Susan Janice Anderson))
- 1989 — Screwtop / The Girl Who Was Plugged In (разом з Джеймсом Тіптрі молодшим)
- 2004 — Nebula Awards Showcase 2004

### Оповідання і повісті
- 1970 — Breaking Point
- 1971 — Only at Night
- 1971 — Cages
- 1972 — Spectra
- 1972 — The Galactic Clock
- 1973 — Wings
- 1973 — The Genius Freaks
- 1973 — Of Mist, and Grass, and Sand
- 1974 — The Mountains of Sunset, the Mountains of Dawn
- 1974 — Recourse, Inc.
- 1974 — A Farewell, from «The Clouds Return»
- 1976 — Screwtop
- 1976 — Thanatos
- 1976 — The End's Beginning
- 1977 — Aztecs
- 1978 — The Serpent's Death
- 1978 — The Broken Dome
- 1979 — Fireflood
- 1980 — Shadows, Moving
- 1980 — An Excerpt from Dreamsnake
- 1981 — Elfleda
- 1981 — Looking for Satan
- 1983 — Transit
- 1984 — A Story for Eilonwy
- 1989 — Malheur Maar
- 1992 — Steelcollar Worker
- 1995 — The Adventure of the Field Theorems
- 1997 — The Sea Monster's Song
- 1998 — Night Harvest
- 2005 — Little Faces
- 2005 — A Modest Proposal
- 2008 — Misprint
- 2009 — LADeDeDa (разом з Урсулою Ле Гуін)
- 2015 — Little Sisters

- Збірки оповідань:
  - 1979 — Fireflood and Other Stories
  - 1986 — Lythande (разом з Меріон Зіммер Бредлі)

### Поеми
- 1989 — Diamond Craters